# Heinrich Gotllieb Noren
Heinrich Gotllieb Noren   (Graz, 5 de gener de 1861 - Rottach-Egern, 6 de juny de 1928) fou un violinista i compositor austríac.
Fou deixeble de Massart a París, i com a violí solista fou contractat en diverses esglésies de Bèlgica, Rússia, Alemanya i Espanya. Posteriorment es dedicà a la composició, sent deixeble a Berlín, a Berlín de Gernsheim. Últimament se'l nomenà professor del Conservatori Stern de la capital alemanya, després d'haver dirigit des de 1896fins al 1902 al Conservatori de Krefeld, que ell havia fundat.
Va compondre: Elegische Gesangssachen, una Pastoral i Esquisses, per harmònium, violí i violoncel; variacions simfòniques titulades Kaleidoskop, una Suite per a piano, una Serenade per a orquestra, diverses obres per a violí i piano, per a piano sol, lieder, cors per a veus d'home, etc.